# なもり
なもり（1987年6月25日 - ）は、日本の漫画家・イラストレーター。女性、富山県出身、京都府在住。大学時代は名古屋に住んでいた。血液型はB型。2006年に『コミックブレイドMASAMUNE』にて『ギロちんの倫理』でデビュー。自画像は、目口が描かれた白い楕円に4本の線が生えた、クラゲのようなキャラクター。小学生時代から漫画家を目指していた。
カフェなど、外で漫画を描くことが多い。「な」は高校時代のクラスメイトに「な」をかわいく書く人がいたのが由来で、「もり」に由来は特にないという。

## エピソード
以下のようなエピソードから、速筆家として話題になることがある。
- 『コミック百合姫S』最終号（2010年9月18日発売）で『ゆるゆり』を一挙に8話（100ページ）掲載した。
- 『ゆるゆり』が隔月刊の『コミック百合姫』に移籍してからは毎号1〜3話程度掲載している。
- 『ゆるゆり』第4巻限定版1万冊のカバー下に直筆サインを入れた[9]。
- 『ゆるゆり』のアニメ化を記念した増刊号『まんがなもり ゆるゆりSPECIAL』（2011年5月9日発売）で108ページの漫画を描き下ろした[10]。
- 2011年5月から7月までの3か月間、掲載誌が2冊出る間に、1か月に1冊のペースで『ゆるゆり』の単行本を3冊刊行。その3冊のうち第7巻は、全編が単行本のための描き下ろしであった。
- 『コミック百合姫』2011年7月号（2011年5月18日発売）で直筆サイン色紙100枚プレゼント企画が実施された。そのうち10枚分の制作工程をTwitterで実況し、5時間で100枚全てを描き上げてみせた[11]。
- 2012年6月3日にニコニコ生放送で行われていた、七森中☆ごらく部の声優4人が『ゆるゆり』アニメ第2期OP・EDのCDの初回特典用サインカードを4人合計4,000枚（その後8,000枚に変更）を6時間書くという企画で、同時になもりもサインを書いたところ、5時間で1人で8,000枚書き上げた上に、時間に余裕があったからと声優4人の似顔絵を色つきで描き上げていた。
- 2012年7月23日から27日にかけて、「まいにちなもり」と称して『ゆるゆり』の単行本4冊（実際は通常版と限定版が8巻・9巻で各2冊）と同人誌として発表された『ゆりゆり』の単行本が連続刊行された。このうち9巻は全編描き下ろしである。

このような執筆活動の合間にpixivへも描き下ろしの絵を投稿している。公式でも『まんがなもり ゆるゆりSPECIAL』の表紙で「なもりは4人いた!? 脅威の執筆スピードの秘密がいま明らかに……は多分ならない純粋なアニメ増刊号」と煽り文句が書かれたり、一迅社の『ゆるゆり』オフィシャルサイトの第7巻紹介コーナーで「とにかく、筆が速いだとか、なもりは4人いるだとかそんなチャチなもんじゃあ断じてないこの第7巻。」と書かれたりしている。2018年はアニメ作品のキャラクターデザインを2作並行して担当していた多忙さゆえ、休載が目立っていた。
漫画家藤野もやむは中学生の頃に短編集や『まいんどりーむ』や『ナイトメア☆チルドレン』を買い集めて以降ずっと大ファン。同人誌を描いたこともあり、漫画家になるきっかけとなった。描かれるお話、キャラクター、セリフ、イラスト、すべてが大好きと語る。
漫画家しろううらやまはゆるゆり連載以前から長年アシスタントを勤めていた。しろうの初連載である『エンとゆかり』の単行本が出版された時にも出版社の壁を越えて帯のコメントを書いている。
にじさんじ所属のバーチャルライバーである月ノ美兎を推している。「ゆるゆり」20巻にはコラボ企画として月ノ美兎からのお祝いイラストが収録されている。

## 同人活動
サークル「ELEGY SYNDROME」として同人活動を行っており、オリジナルキャラクターによる百合漫画『ゆりゆり』シリーズを発表している。

## 作品リスト

「なもり画業15周年記念作品展」にて使用された垂れ幕（東京都千代田区にあるアーツ千代田3331にて2021年6月13日撮影）

### 漫画
- ギロちんの倫理（『コミックブレイドMASAMUNE』2006年春号・通号5号、デビュー作）
- ぷいぷい!（『月刊コミックアライブ』2007年5月号 - 2009年4月号、原作：夏緑）
  - 全3巻（MFコミックス・アライブシリーズ）
- ゆるゆり（『コミック百合姫S』Vol.5 - Vol.14休刊→『コミック百合姫』2011年1月号 - 連載中）
  - 既刊23巻（百合姫コミックス、2024年12月現在）
- りせっと!（『キャラ☆メル Febri』Vol.1 - 連載中）※Vol.4以降休載中
- 大室家（『ニコニコ静画』2012年7月2日 - 9月25日→『ニコニコ百合姫』2013年4月号 - 2016年12月号→『ゆりひめ＠ピクシブ』2017年8月8日 - 連載中）
  - 既刊8巻（百合姫コミックス、2024年12月現在）
- ゆりぱち（『月刊ComicREX』2012年9月号 - 2013年2月号、原作：なもり、武梨えり、漫画：結城心一）
- ゆりゆり（同名の同人誌（『あふたー』含む）＋コミック百合姫連載作品を単行本化）
  - 全2巻（百合姫コミックス）ISBN 978-4-7580-7202-1、ISBN 978-4-7580-7981-5

### テレビアニメキャラクター原案
- RELEASE THE SPYCE
- えんどろ〜!

### アンソロジー
- RO Extreme! 1巻（2007年、マジキューコミックス）
- ペルソナ3 電撃コミックアンソロジー（2007年、電撃コミックスEX）
- どきどき魔女神判! 1巻（2007年、マジキューコミックス）
- リトルバスターズ! 2 - 5巻（2007 - 2008年、マジキューコミックス）
- CLANNAD 3、5巻（2008年、マジキューコミックス）
- ペルソナ4 電撃コミックアンソロジー（2008年、電撃コミックスEX）
- リトルバスターズ!エクスタシー 1 - 3、5、7 - 10巻（2008 - 2010年、マジキューコミックス）
- ロロナのアトリエ 〜アーランドの錬金術士〜 コミックアンソロジー（2009年、DNAメディアコミックス）
- 4コマ公式アンソロジー とある科学の超電磁砲×とある魔術の禁書目録 1巻（2012年、電撃コミックス）
- 百合アンソロジー dolce (2012年、マジキューコミックス)
- スプラトゥーン ほのぼのイカ4コマ&プレイ漫画（2017年、ファミ通クリアコミックス）
- パルフェ おねロリ百合アンソロジー（2017年、一迅社）
- けものフレンズ こみっくあんそろじー じゃぱりまん編（2017年、MFコミックス）
- レズ風俗アンソロジー リピーター（2019年、一迅社）
- ヲタクに恋は難しい コミックアンソロジー（2020年、一迅社）
- おちこぼれフルーツタルト アンソロジーコミック 1巻（2020年、まんがタイムKRコミックス）
- レズ風俗アンソロジー プレミアム（2020年、一迅社）
- 3倍★プッシュ！（原作：ねことうふ、『お兄ちゃんはおしまい！ 公式アンソロジーコミック』1巻、2021年） - 『お兄ちゃんはおしまい！』のアンソロジー寄稿作品。カバーイラストも寄稿。
- 兄のおんがえし（原作：ねことうふ、『お兄ちゃんはおしまい！ 公式アンソロジーコミック』2巻、2022年） - 『お兄ちゃんはおしまい！』のアンソロジー寄稿作品。
- 兄模様（原作：ねことうふ、『お兄ちゃんはおしまい！ 公式アンソロジーコミック』3巻、2023年） - 『お兄ちゃんはおしまい！』のアンソロジー寄稿作品。
- 封印されし！（原作：ねことうふ、『お兄ちゃんはおしまい！ 公式アンソロジーコミック』4巻、2023年） - 『お兄ちゃんはおしまい！』のアンソロジー寄稿作品。
- 油断★禁物（原作：ねことうふ、『お兄ちゃんはおしまい！ 公式アンソロジーコミック』5巻、2024年） - 『お兄ちゃんはおしまい！』のアンソロジー寄稿作品。
- 自主規制★（原作：ねことうふ、『お兄ちゃんはおしまい！ 公式アンソロジーコミック』6巻、2025年） - 『お兄ちゃんはおしまい！』のアンソロジー寄稿作品。

### 挿絵
- リセットな彼女（2006年、原作：高崎とおる・著：坂東真紅郎、ファミ通文庫）
- ぷいぷい!（2006 - 2010年、著：夏緑、MF文庫J）
- おりひめ寮からごきげんよう（2023年、著：小湊悠貴、集英社みらい文庫）

### 画集
- なもり画集 ゆるなもり（2013年8月2日発売）ISBN 978-4-7580-7260-1
- なもり百合姫表紙画集 truth（2014年2月18日発売）ISBN 978-4-7580-7292-2
- なもり画集2 なもり展（2019年1月31日発売）ISBN 978-4-7580-7851-1

### 同人誌
- ゆりゆり 1 - 5（2008 - 2010年）
- ゆりゆりあふたー（2010年）
  - 以上の同人誌は、百合姫コミックスから単行本が発売された。

### その他
- ヤングガンガン（2012年No.3、ドラゴンクエスト誕生25周年記念イラストピンナップ）
- 偽物語（テレビアニメ第肆話提供バックイラスト）
- ぽにきゃん声たま女子部オーディション2012（2次審査キャラクターイラスト）
- かんなぎ 7巻（武梨えりとの合作ピンナップ）
- 百合アンソロジー dolce（表紙イラスト、カラーイラスト）
- ゆるゆりのうた♪あるばむ2「はいっ！テ・ウ・ガ♪〜High Tension Ultra girls〜」
  - 網走慕情（作詞）
  - つんつんバラード（作詞）
- そにアニ -SUPER SONICO THE ANIMATION-（HMV・Blu-ray全巻購入特典描き下ろしイラスト）
- ニセコイ（第9話提供バックイラスト）
- 犬神さんと猫山さん（第1話エンドカード）
- もうミスらない 脱オタクファッションバイブル（カバーイラスト）
- ひとりじめマイヒーロー（トリビュートイラスト）
- 捏造トラップ-NTR-（第5話エンドカード）
- 私に天使が舞い降りた!（第1話エンドカード）
- 世話やきキツネの仙狐さん（第10話エンドカード）
- 先輩がうざい後輩の話（第11話エンドカード）
- にじさんじ
  - にじさんじバレンタインボイス2021（キービジュアル[18]）
  - 月ノ美兎　誕生日グッズ&ボイス（グッズイラスト[19]）
  - 本間ひまわり「Sun! Sun! Sunflower」（ジャケットイラスト[20]）
  - 雲母たまこ（キャラクターデザイン[21]）
- 初音ミク ぬーどるストッパーフィギュアー桜ミク 2022ー（描きおこしイラスト[22]）
- すとぷり
  - 「ないしょのプレゼントフォーユー！」MV（イラスト[23]）
  - 「ぱーてぃ・いん・ざ・ぼっくす！」MV（イラスト[24]）
- お兄ちゃんはおしまい!（第11話エンドカード）
- Fate/Grand Order - 一部概念礼装デザイン
- 魔法少女マジカルデストロイヤーズ（第8話エンドカード）
- 匿名ラジオ 缶バッジコレクション（匿名ガールズイラスト[25]）

## アシスタント
- しろううらやま[14]